# Szenátus (Dél-Afrika)
A szenátus a dél-afrikai parlament felsőháza volt 1910 és 1981. január 1-jei megszüntetése között, valamint 1994 és 1997 között.

## 1910-1981
A Dél-afrikai Unióban a fehér kisebbségi uralom alatt a szenátorok többségét egy elektori kollégium választotta ki, amelynek tagjait a négy tartományi tanács tagjai és a Népgyűlés (alsóház) képviselői adták. A fennmaradó szenátorokat az ország főkormányzója nevezte ki a miniszterelnök tanácsára.

## Elnökei
| #  | Hivatalban | Név                            |
| -- | ---------- | ------------------------------ |
| 1  | 1910–1921  | Francis William Reitz          |
| 2  | 1921–1929  | Harry van Heerden              |
| 3  | 1929–1930  | R.A. Kerr                      |
| 4  | 1930–1940  | Christiaan Andries van Niekerk |
| 5  | 1940–1941  | François Stephanus Malan       |
| 6  | 1942–1945  | Philippus Arnoldus Myburgh     |
| 7  | 1946–1948  | P.J. Wessels                   |
| 8  | 1948–1961  | Christiaan Andries van Niekerk |
| 9  | 1961–1969  | Tom Naudé                      |
| 10 | 1969–1976  | Johannes de Klerk              |
| 11 | 1976–1979  | Marais Viljoen                 |
| 12 | 1979–1980  | Jimmy Kruger                   |
| –  | 1981–1994  | hivatal eltörölve              |
| 13 | 1994–1997  | Kobie Coetsee                  |

## Összetétele
| Ülésszakasz | FF | NAT | O | DNYA | TVL | Összesen | Nom | BK | Összesen |
| ----------- | -- | --- | - | ---- | --- | -------- | --- | -- | -------- |
| 1910–1937   | 8  | 8   | 8 | –    | 8   | 32       | 8   | –  | 40       |
| 1937–1950   | 8  | 8   | 8 | –    | 8   | 32       | 8   | 4  | 44       |
| 1950–1955   | 8  | 8   | 8 | 2    | 8   | 34       | 10  | 4  | 48       |
| 1955–1956   | 22 | 8   | 8 | 2    | 27  | 67       | 18  | 4  | 89       |
| 1956–1960   | 22 | 8   | 8 | 2    | 27  | 67       | 19  | 4  | 90       |
| 1960–1962   | 11 | 8   | 8 | 2    | 14  | 43       | 11  | –  | 54       |
| 1962–1970   | 11 | 8   | 8 | 2    | 14  | 43       | 10  | –  | 53       |
| 1970–1980   | 11 | 8   | 8 | 2    | 15  | 44       | 10  | –  | 54       |

- FF: Fokföld Tartomány
- NAT: Natal Tartomány
- O: Oranje Szabad Állam Tartomány
- DNYA: Délnyugat-Afrika
- TVL: Transvaal
- Nom: A szenátorok által kinevezett

- BK: Bennszülött képviselők

### Pártok szerinti összetétel

#### Ötödik szenátus (1948-1955)
| Párt        | Párt        | Párt                      | FF | NAT | O | TVL | Össz. | Nom | BK | Összesen |
| ----------- | ----------- | ------------------------- | -- | --- | - | --- | ----- | --- | -- | -------- |
|             |             | Egyesült Párt             | 4  | 6   | 1 | 4   | 15    | –   | –  | 15       |
|             |             | Újraegyesült Nemzeti Párt | 3  | –   | 5 | 3   | 11    | –   | –  | 11       |
|             |             | Munkáspárt                | 1  | 1*  | – | 1*  | 3     | –   | –  | 3        |
|             |             | Afrikáner Párt            | –  | –   | 2 | –   | 2     | –   | –  | 2        |
|             |             | függetlenek               | –  | 1   | – | –   | 1     | –   | –  | 1        |
| Nom.        | Nom.        | Nom.                      | –  | –   | – | –   | -     | 8   | –  | 8        |
| BK          | BK          | BK                        | –  | –   | – | –   | -     | –   | 3  | 3        |
| betöltetlen | betöltetlen | betöltetlen               | –  | –   | – | –   | -     | –   | 1  | 1        |
| Összesen    | Összesen    | Összesen                  | 8  | 8   | 8 | 8   | 32    | 8   | 4  | 44       |

#### Hatodik szenátus (1955-1960)
| Párt     | Párt     | Párt          | FF | NAT | O | DNYA | TVL | Össz. | Nom | BK | Összesen |
| -------- | -------- | ------------- | -- | --- | - | ---- | --- | ----- | --- | -- | -------- |
|          |          | Nemzeti Párt  | 22 | –   | 8 | 2    | 27  | 59    | 18  | –  | 77       |
|          |          | Egyesült Párt | –  | 8   | – | –    | –   | 8     | –   | –  | 8        |
| BK       | BK       | BK            | –  | –   | – | –    | –   | -     | –   | 4  | 4        |
| Összesen | Összesen | Összesen      | 22 | 8   | 8 | 2    | 27  | 67    | 18  | 4  | 89       |

#### Hetedik szenátus (1960-1965)
| Párt     | Párt     | Párt          | FF | NAT | O | DNYA | TVL | Össz. | Nom | Összesen |
| -------- | -------- | ------------- | -- | --- | - | ---- | --- | ----- | --- | -------- |
|          |          | Nemzeti Párt  | 7  | 1   | 8 | 2    | 10  | 28    | 10  | 38       |
|          |          | Egyesült Párt | 4  | 7   | – | –    | 4   | 15    | –   | 15       |
| BK       | BK       | BK            | –  | –   | – | –    | –   | -     | 1   | 1        |
| Összesen | Összesen | Összesen      | 11 | 8   | 8 | 2    | 14  | 43    | 11  | 54       |

#### Nyolcadik szenátus (1965-1970)
| Párt     | Párt     | Párt          | FF | NAT | O | DNYA | TVL | Össz. | Nom | Összesen |
| -------- | -------- | ------------- | -- | --- | - | ---- | --- | ----- | --- | -------- |
|          |          | Nemzeti Párt  | 7  | 2   | 8 | 2    | 11  | 30    | 10  | 40       |
|          |          | Egyesült Párt | 4  | 6   | – | –    | 3   | 13    | –   | 13       |
| Összesen | Összesen | Összesen      | 11 | 8   | 8 | 2    | 14  | 43    | 10  | 53       |

#### Kilencedik szenátus (1970-1974)
| Párt     | Párt     | Párt          | FF | NAT | O | DNYA | TVL | Össz. | Nom | Összesen |
| -------- | -------- | ------------- | -- | --- | - | ---- | --- | ----- | --- | -------- |
|          |          | Nemzeti Párt  | 8  | 1   | 8 | 2    | 12  | 31    | 10  | 41       |
|          |          | Egyesült Párt | 3  | 7   | – | –    | 3   | 13    | –   | 13       |
| Összesen | Összesen | Összesen      | 11 | 8   | 8 | 2    | 15  | 44    | 10  | 54       |

#### Tizedik szenátus (1974-1980)
| Párt     | Párt     | Párt          | FF | NAT | O | DNYA | TVL | Össz. | Nom | Összesen |
| -------- | -------- | ------------- | -- | --- | - | ---- | --- | ----- | --- | -------- |
|          |          | Nemzeti Párt  | 8  | 2   | 8 | 2    | 12  | 32    | 10  | 42       |
|          |          | Egyesült Párt | 3  | 6   | – | –    | 3   | 12    | –   | 12       |
| Összesen | Összesen | Összesen      | 11 | 8   | 8 | 2    | 15  | 44    | 10  | 54       |

## 1994-1997
Az ország első nem faji alkotmánya értelmében 1994-ben a szenátus ismét a kétkamarás parlament felsőháza volt, az alsóház pedig a Nemzetgyűlés. A szenátorokat közvetetten, a kilenc tartományi törvényhozás tagjai választották meg, mind a kilenc közigazgatási egység területéről tízet. Az 1997-es alkotmány a Szenátust felváltotta a Tartományok Nemzeti Tanácsával (NCoP), így az megszűnt. 
| Párt     | Párt                        | KFF | O  | G  | KZN | M  | ÉNY | ÉF | L  | NYF | Összesen |
| -------- | --------------------------- | --- | -- | -- | --- | -- | --- | -- | -- | --- | -------- |
|          | Afrikai Nemzeti Kongresszus | 9   | 8  | 6  | 3   | 8  | 8   | 5  | 10 | 3   | 60       |
|          | Nemzeti Párt                | 1   | 1  | 2  | 1   | 1  | 1   | 4  |    | 6   | 17       |
|          | Inkatha Szabadságpárt       |     |    |    | 5   |    |     |    |    |     | 5        |
|          | Szabadságfront              |     | 1  | 1  |     | 1  | 1   | 1  |    |     | 5        |
|          | Demokratikus Párt           |     |    | 1  | 1   |    |     |    |    | 1   | 3        |
| Összesen | Összesen                    | 10  | 10 | 10 | 10  | 10 | 10  | 10 | 10 | 10  | 90       |

## Fordítás
Ez a szócikk részben vagy egészben  a   Senate (South Africa) című angol Wikipédia-szócikk ezen változatának fordításán alapul.  Az eredeti cikk szerkesztőit annak laptörténete sorolja fel. Ez a jelzés csupán a megfogalmazás eredetét és a szerzői jogokat jelzi, nem szolgál a cikkben szereplő információk forrásmegjelöléseként.